# Kyainseikgyi
Kyainseikgyi är en kommun i Myanmar.   Den ligger i regionen Karen, i den södra delen av landet, 500 km sydost om huvudstaden Naypyidaw. Antalet invånare är 186 107.